# Умершие в августе 2014 года
Это список известных людей, соответствующих установленным критериям значимости (см. Википедия:Критерии значимости персоналий), умерших в августе 2014 года.
Причина смерти указывается лишь в исключительных случаях (убийство, самоубийство, гибель в результате военных действий, смертная казнь, ДТП или несчастные случаи). В остальных случаях — не указывается.

## 31 августа
- Андрей, Штефан (83) — румынский государственный и партийный деятель, дипломат, министр иностранных дел (1978—1985)[1].
- Ваднэ, Кароль (68) — канадский хоккеист («Монреаль Канадиенс», «Бостон Брюинз»), двукратный обладатель Кубка Стэнли (1968, 1972); рак[2].
- Голдберг, Стэн[англ.] (82) — американский художник-дизайнер, участник создания комиксов «Человек-паук», «Люди Икс», «Халк»[3].
- Джемисон, Джими (63) — американский рок-вокалист и автор песен (Survivor)[4].
- Карсель, Ив (66) — французский предприниматель, президент компании Louis Vuitton (1990—2012), директор Музея современного искусства (Париж) (с 2012); рак почек[5].
- Киш, Лайош (80) — венгерский гребец, бронзовый призёр летних Олимпийских игр в Мельбурне (1956)[6].
- Льямас, Мария Эухения (70) — мексиканская актриса[7].

## 30 августа
- Беридзе, Георгий Максимович (59) — советский и грузинский кинооператор, актёр и художник-постановщик[8].
- Декране, Игор (18) — бельгийский велогонщик чемпион мира среди юниоров 2013 года; ДТП (возможно, самоубийство)[9].
- Инаба, Маюми (64) — японская писательница, лауреат Премии имени Дзюнъитиро Танидзаки (2011)[10].
- Лебежихин, Пётр Васильевич (95) — советский офицер, участник Великой Отечественной войны, Герой Российской Федерации (1995)[11].
- МакЛаглен, Эндрю В. (94) — британский режиссёр («Дикие Гуси», «Захват в Северном море», «Железный крест 2»)[12][13].
- Остерлинг, Фелипе (82) — перуанский политик, министр юстиции (1985—1992)[14].
- Чандра, Бипан (86) — индийский историк и публицист, профессор Университета Джавахарлала Неру[15].
- Яхнов, Геннадий Михайлович (96) — советский военный лётчик, участник Великой Отечественной войны, Герой Советского Союза (1944)[16].

## 29 августа

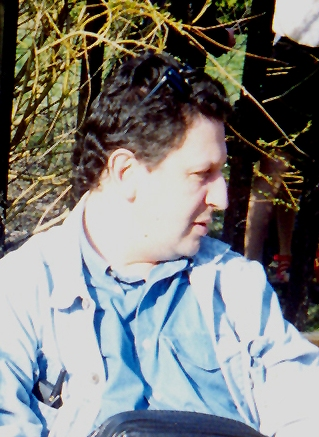
Алексей Макаревич

- Бренстрём, Брассе (69) — шведский актёр и сценарист, номинант на премию «Оскар» за лучший адаптированный сценарий (1988) («Моя собачья жизнь»)[17][18].
- Вальдегорд, Бьорн (72) — шведский автогонщик, чемпион «Кубка производителей 1970 года», победитель чемпионата мира по ралли (1979)[19].
- Зязюн, Иван Андреевич (76) — советский и украинский учёный и государственный деятель, ректор Полтавского педагогического института им. В. Г. Короленко (1975—1990), министр образования и науки Украины (1990—1992)[20].
- Ионин, Георгий Дмитриевич (92) — советский военный и педагог, участник Великой Отечественной войны, Герой Российской Федерации (1995)[21].
- Макаревич, Алексей Лазаревич (59) — советский и российский музыкант, поэт и композитор, художник; экс-гитарист группы «Воскресение», основатель и продюсер группы «Лицей»[22].

## 28 августа

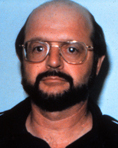
Джон Энтони Уокер

- Алаторцев, Пётр Иванович (65)[значимость?] — российский режиссёр и актёр [www.kino-teatr.ru/kino/acter/ros/35202/bio].
- Закревский, Юрий Александрович (90) — советский режиссёр научно-популярного кино[23].
- Иванчич, Иван (76) — югославский легкоатлет, двукратный бронзовый призёр чемпионатов Европы в помещении в толкании ядра (1980, 1983)[24].
- Каиро, Роберто (51) — испанский актёр («Дежурная аптека»)[25].
- Керр, Билл (92) — австралийский актёр («Галлиполи», «Год опасной жизни»)[26].
- Кларк, Роджер (?) — ямайский политик, министр сельского хозяйства (с 2012 года), депутат Палаты представителей парламента Ямайки[27].
- Корник, Гленн (67) — английский бас-гитарист, клавишник и автор песен[28].
- Пальцев, Борис Васильевич (74) — советский и российский математик, доктор физико-математических наук, специалист в области вычислительной математики[29].
- Савин, Виктор Иванович (60) — российский театральный деятель, главный режиссёр Смоленского областного детского театра кукол им. Д. Н. Светильникова[30].
- Сунсунеги, Фернандо (70) — испанский футболист («Реал Мадрид»), четырёхкратный чемпион Испании по футболу (1967, 1968, 1969, 1972)[31].
- Тепавац, Мирко (92) — югославский участник национально-освободительного движения и государственный деятель, министр иностранных дел СФРЮ (1969—1972)[32]
- Уокер, Джон Энтони (77) — американский военнослужащий, агент внешней разведки СССР[33].

## 27 августа

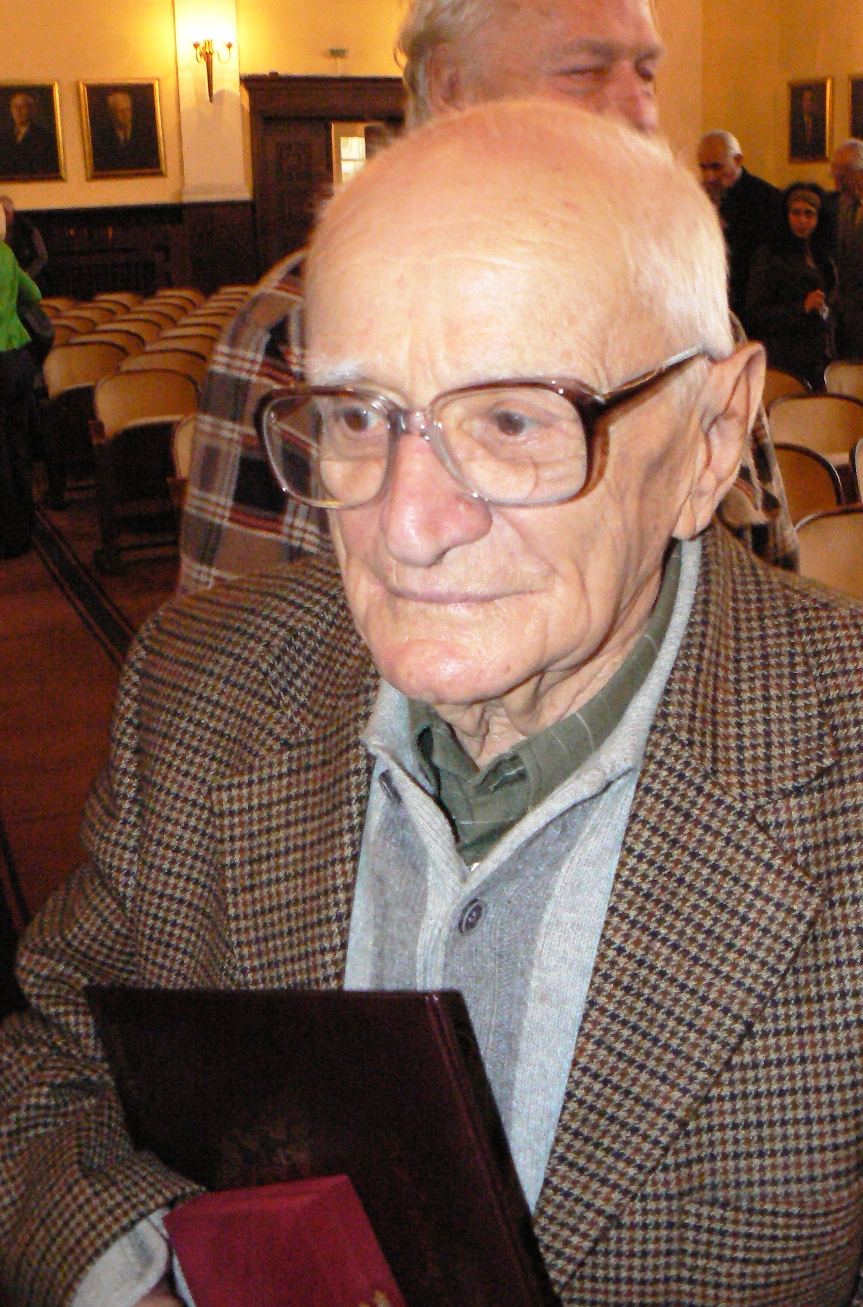
Валери Петров

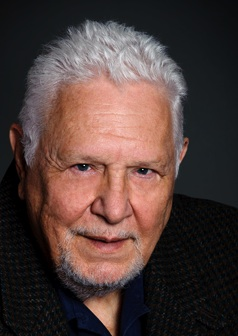
Виктор Стенджер

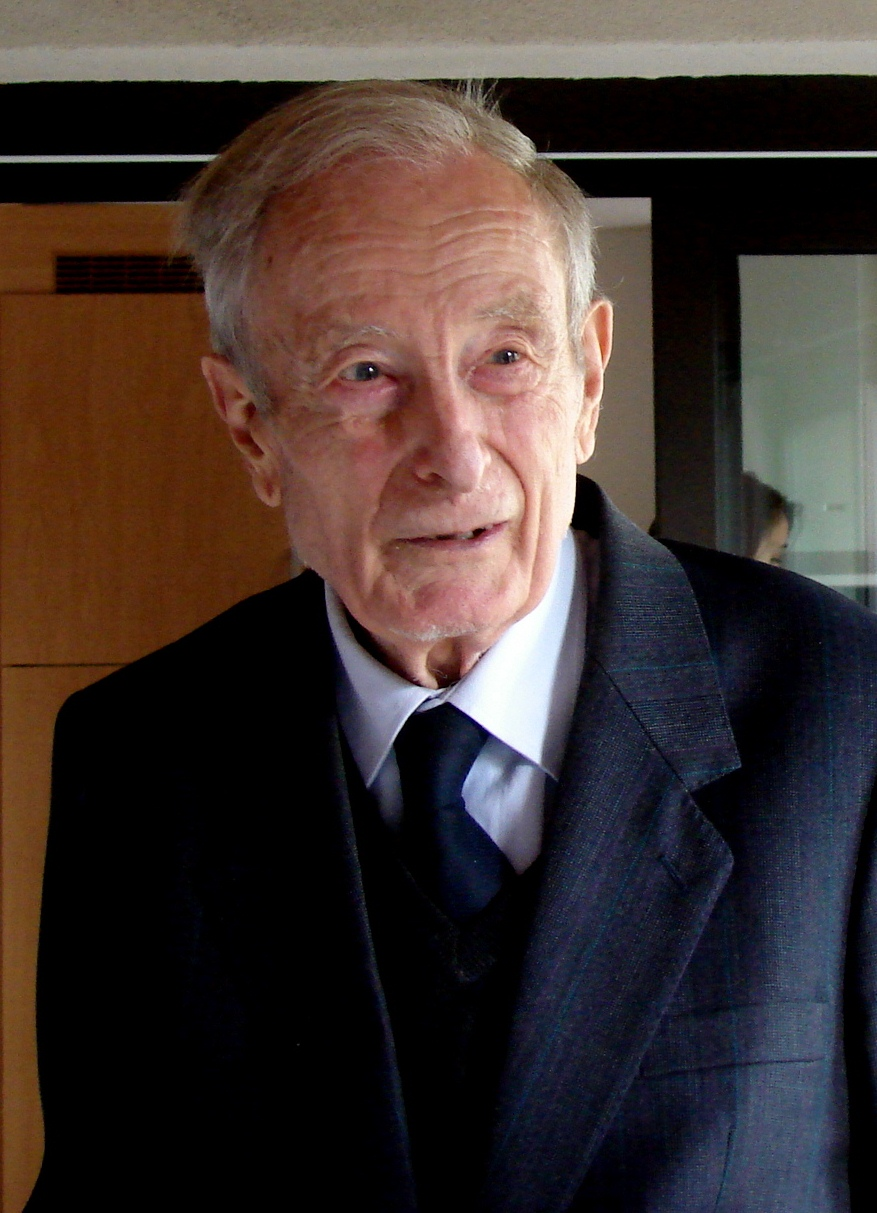
Жак Фридель

- Бахиев, Амин Бахиевич (76) — советский и узбекский учёный-ботаник, академик Академии наук Узбекистана[34].
- Браун, Йехезкиэль (92) — израильский композитор, лауреат Премии Израиля (2001)[35].
- Варфоломей (Кацурис) (86) — греческий религиозный деятель, епископ Элладской православной церкви, митрополит Мегарский (с 1974 года)[36].
- Вилсон, Сэнди (90) — английский композитор («Приятель»)[37].
- Добрунов, Григорий Тимофеевич (93) — советский военный, полковник в отставке; участник Великой Отечественной войны и подавления Венгерского восстания 1956 года, Герой Советского Союза (1956)[38].
- Квасьневска, Слава (85) — польская актриса[39].
- Мадиевский, Абрам Лейбович (90) — советский театральный режиссёр, педагог, заслуженный деятель искусств Казахской ССР [www.kino-teatr.ru/teatr/activist/348292/bio].
- Перет[исп.] (79) — испанский певец, гитарист и композитор; рак[40].
- Петров, Валери Нисимов (94) — болгарский прозаик, поэт, переводчик еврейского происхождения; академик Болгарской академии наук (2003)[41].
- Плудра, Бенно (88) — немецкий (ГДР) детский писатель[42] Архивная копия от 3 сентября 2014 на Wayback Machine.
- Польмонари, Орландо (90) — итальянский гимнаст, бронзовый призёр летних Олимпийских игр в Риме (1960)[43].
- Семенюк-Самсоненко, Валентина Петровна (57) — украинский политик, глава Фонда государственного имущества Украины (2005—2008), депутат Верховной рады Украины II—V созывов; предположительно убита[44].
- Стенджер, Виктор (79) — американский физик, астроном и философ-атеист, автор книги «Бог: неудачная гипотеза»[45].
- Степанцев, Евгений Кузьмич (67) — советский и российский театральный деятель, художественный руководитель Кировского драматического театра (1972—2014), лауреат Государственной премии Российской Федерации, заслуженный деятель искусств Российской Федерации[46].
- Фридель, Жак (93) — французский физик, президент Европейского физического общества (1982—1984), президент Французской академии наук (1992—1994), лауреат Премии Хольвека (1964)[47].
- Чавтараева, Миси Ахмедовна (85) — советский педагог, директор начальной школы с. Кума Лакского района Дагестанской АССР (1961—1973), депутат Верховного Совета СССР 7-го созыва[48].

## 26 августа
- Пилипчук, Ростислав Ярославович (78) — советский и украинский искусствовед, историк культуры, педагог, ректор КНУТКиТ им. И. К. Карпенко-Карого (1983—2003)[49].
- Серебрякова, Екатерина Борисовна (101) — французская художница, дочь художницы Зинаиды Серебряковой[50].
- Цховребов, Харитон Николаевич (93) — советский лётчик, участник Великой Отечественной войны, майор запаса, заслуженный пилот СССР[51].

## 25 августа

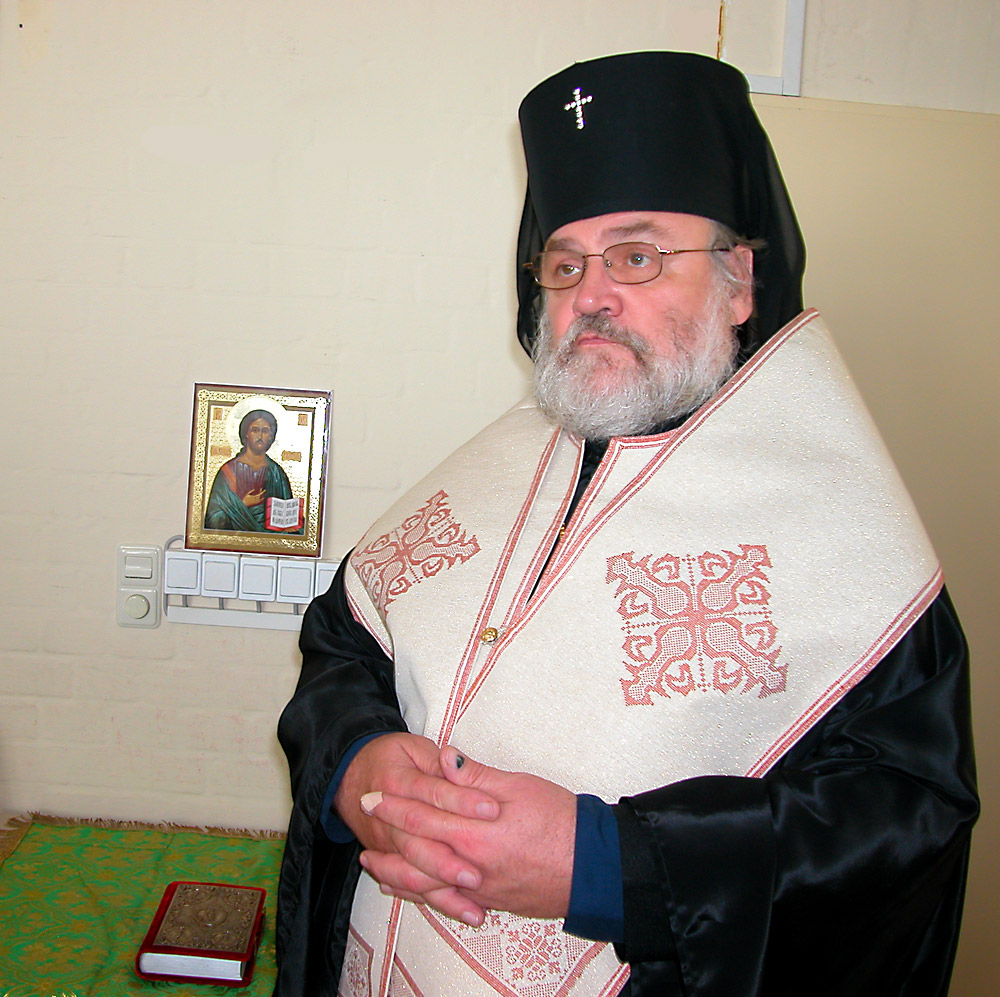
Лонгин (Талыпин)

- Доронкин, Николай Иванович (60) — советский самбист и российский тренер по борьбе самбо, заслуженный тренер России, заслуженный работник физической культуры Российской Федерации[52].
- Корсаков, Гражина (89) — польская театральная актриса[53].
- Лонгин (Талыпин) (68) — российский религиозный деятель, епископ Русской православной церкви, архиепископ Клинский, викарий Святейшего Патриарха Московского и всея Руси (с 1992 года); Представитель Московского Патриархата в Германии (с 1995 года)[54].
- Мартини, Альфредо (93) — итальянский велосипедист и тренер, тренер национальной сборной[55].
- Молитор, Карл (94) — швейцарский горнолыжник, серебряный и бронзовый призёр зимних Олимпийских игр в Санкт-Морице (1948)[56].

## 24 августа

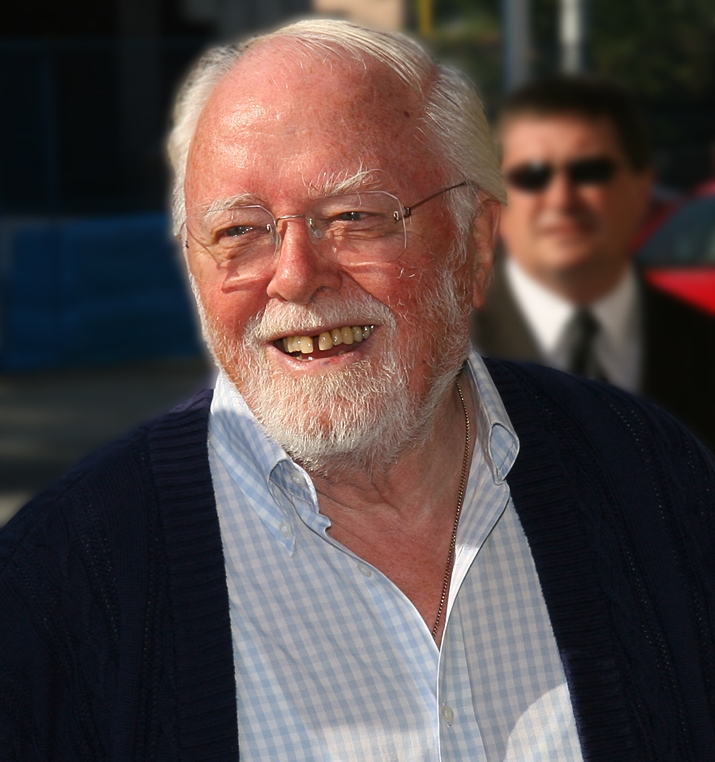
Ричард Аттенборо

- Аттенборо, Ричард (90) — британский актёр и кинорежиссёр, дважды обладатель премии «Оскар» за постановку и продюсирование байопика «Ганди» (1982), четырежды лауреат премий Британской киноакадемии и «Золотой глобус» («Большой побег», «Парк юрского периода», «Чаплин»)[57].
- Гарибян, Самвел Агасинович (51) — российский предприниматель, автор книг по развитию памяти, дважды рекордсмен Книги рекордов Гиннесса[58].
- Мардеев, Ильгизар Азатович (56) — советский и российский автогонщик, заслуженный мастер спорта России, многократный участник «Ралли Дакар» (2-е место в 2007 году); ДТП[59].
- Махонёк, Тимофей Андреевич (95) — советский партийный и украинский общественный деятель, Герой Социалистического Труда (1971)[60].
- Пятин, Валерий Александрович (84) — советский и российский учёный и организатор высшей школы, ректор Астраханского государственного университета (1975—2000), заслуженный работник высшей школы Российской Федерации[61].
- Стадник, Леонид Степанович (44) — украинский фермер, самый высокий человек в мире[62].
- Уайт, Эдуарду (50) — мозамбикский поэт[63].

## 23 августа

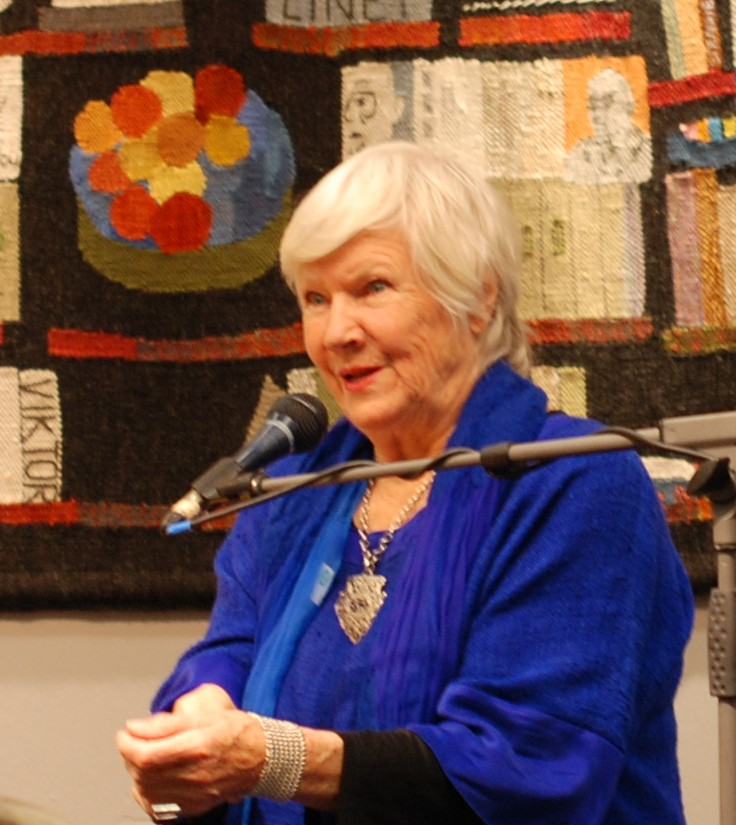
Бригитта Стенберг

- Афанасьев, Алексей Егорович (78) — советский и российский учёный в области торфа, доктор технических наук, профессор[64].
- Зырянов, Василий Алексеевич (77) — советский и российский композитор, член Союза композиторов России (2011)[65].
- Калвенхар, Аннефлёр (20) — нидерландская велосипедистка, чемпион Европы среди юниоров (2013); погибла в ходе квалификационного заезда[66].
- Пеккала, Ахти (89) — финский государственный деятель, председатель парламента Финляндии (1978—1979)[67].
- Ригу, Марсель (86) — французский политик-коммунист и государственный деятель, министр профессионального образования (1981—1984)[68].
- Де Ротшильд, Филиппина (80) — французская баронесса из семьи Ротшильдов, предпринимательница, владелец винодельческого хозяйства Шато Мутон-Ротшильд[69].
- Слободчиков, Иван Михайлович (58)[значимость?] — актёр Государственного русского драматического театра Удмуртии, заслуженный артист Удмуртской республики[70].
- Стенберг, Бригитта (82) — шведская писательница[71].
- Чекашов, Анатолий Васильевич (87) — советский хозяйственный деятель, заслуженный строитель РСФСР, Герой Социалистического Труда (1979)[72].
- Эбоссе, Альбер (24) — камерунский футболист, игрок алжирского клуба «ЖС Кабилия», нападающий, лучший бомбардир чемпионата Алжира (2013); убит[73].
- Эгрибаш, Дурсун Али (81) — турецкий борец греко-римского стиля, бронзовый призёр летних Олимпийских игр в Мельбурне (1956)[74].

## 22 августа

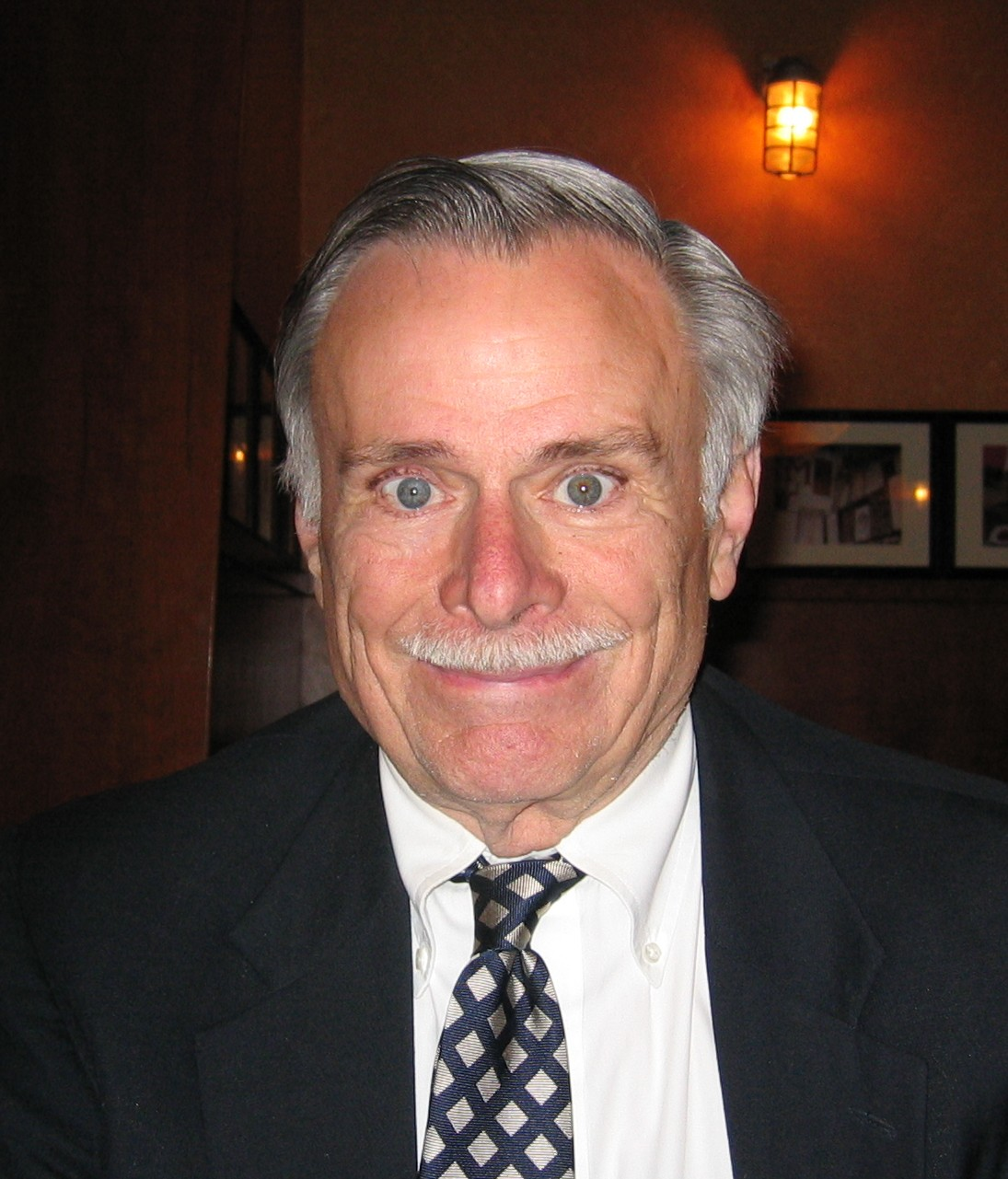
Джон Во

- Азарх, Лана Александровна (91) — советский, российский художник, художник-мультипликатор, художник-постановщик анимационного кино[75].
- Во, Джон (85) — американский химик, лауреат премии Вольфа (1983) за фундаментальный теоретический и экспериментальный вклад в развитие спектроскопии ядерного магнитного резонанса[76].
- Гюнтер, Борис Давидович (70) — советский и белорусский политический деятель, депутат Верховного совета Беларуси 12-го созыва[77].
- Доусон, Филип (90) — британский архитектор[78].
- Криарас, Эммануил (107) — греческий лексикограф и филолог[79].
- Эйкерс, Джон (79) — американский бизнесмен, президент и генеральный директор корпорации IBM (1985—1993)[80].

## 21 августа

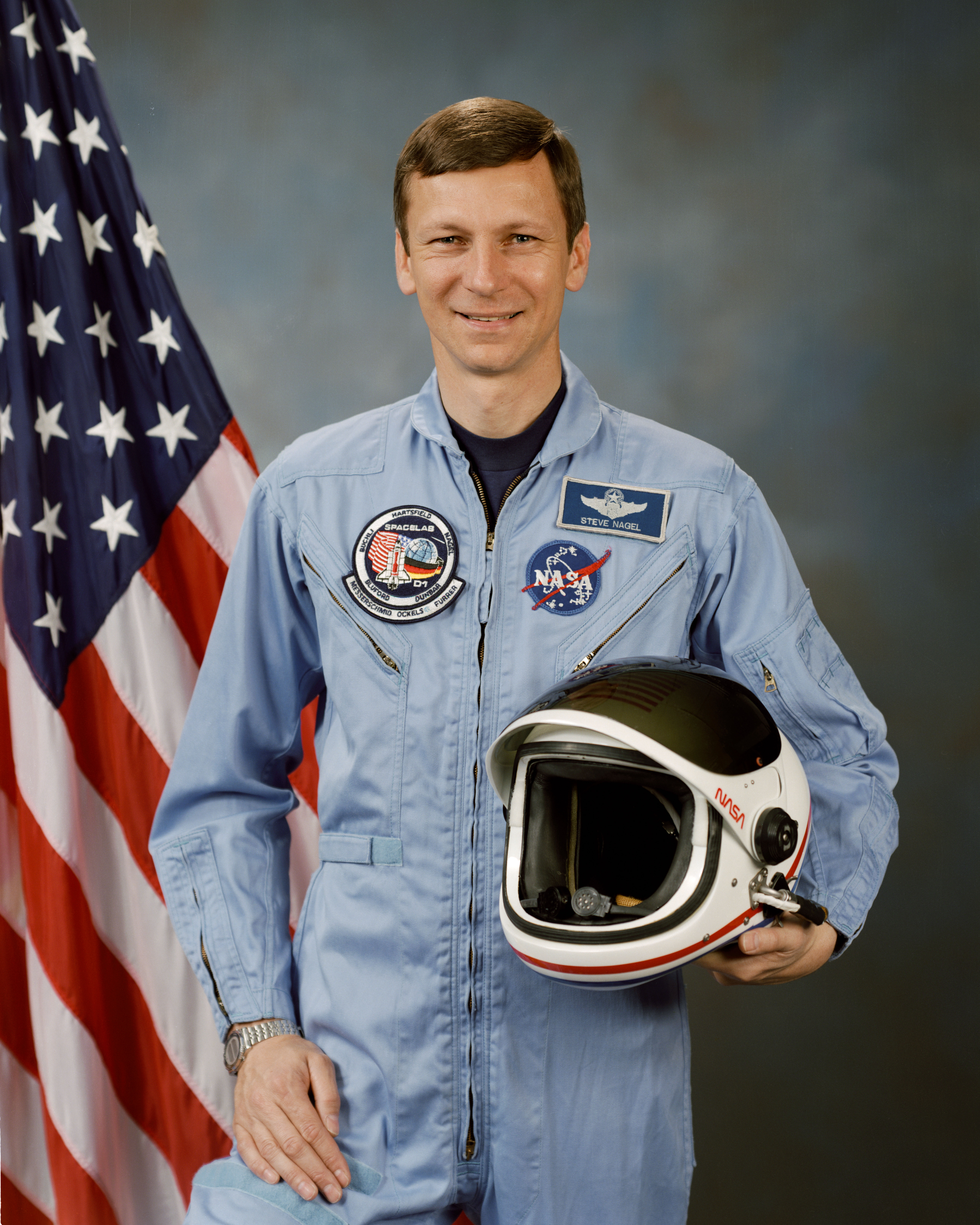
Стивен Нейгел

- Камышев, Евгений Викторович (90) — участник Великой Отечественной войны, полный кавалер ордена Славы[81].
- Лапшинова, Нина Тихоновна (82) — советская и российская актриса театра и кино («День за днём», «12 стульев»), жена режиссёра Марка Захарова, мать актрисы Александры Захаровой[82].
- Нейгел, Стивен (67) — американский астронавт[83].
- Рейнольдс, Альберт (81) — ирландский государственный деятель, премьер-министр (1992—1994)[84].
- Тихонов, Анатолий Васильевич (82) — советский и российский музыкант-балалаечник, народный артист РСФСР (1978)[85].
- Хансен, Роберт Кристиан (75) — американский серийный убийца[86].

## 20 августа

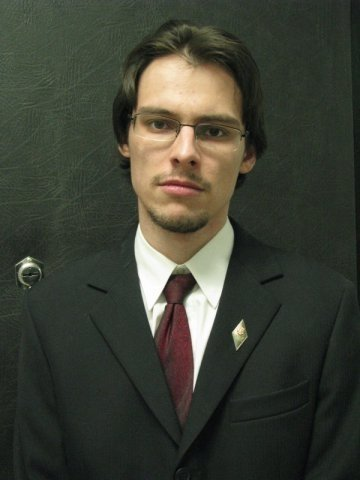
Антон Буслов

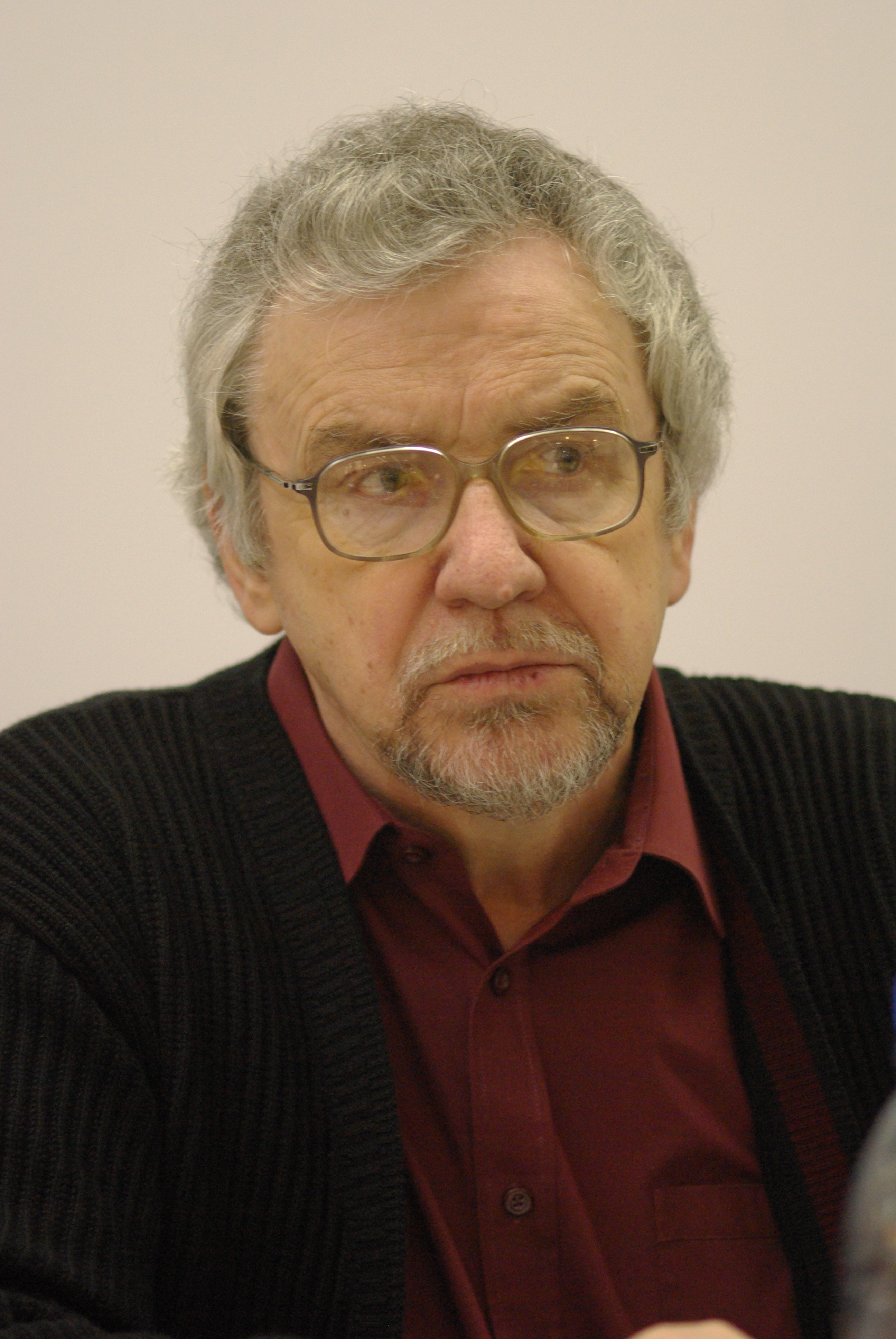
Борис Дубин

- Айенгар, Беллур Кришнамачар Сундарараджа (95) — индийский преподаватель йоги, основатель айенгар-йоги[87].
- Атагельдиев, Мунарбек Мундукбекович (65) — советский и киргизский музыкант, концертмейстер Государственного академического симфонического оркестра им. А. Джумахматова (с 1971 года), народный артист Кыргызстана (1993)[88] Архивная копия от 24 августа 2014 на Wayback Machine.
- Бек, Тамаш (85) — венгерский государственный деятель, министр торговли (1988—1990)[89].
- Буслов, Антон Сергеевич (30) — российский журналист, физик, штатный колумнист журнала The New Times, урбанист, топ-блогер Самарской области; лимфома Ходжкина[90].
- Дубин, Борис Владимирович (67) — российский социолог и переводчик[91].
- Москалец, Юрий Иванович (67) — советский футболист, игрок клуба «Ворскла» (1964—1982)[92].
- Ортис, Руди (51) — гватемальский военный деятель, начальник штаба вооружённых сил Гватемалы; авиакатастрофа[93].
- Совак, Жан (98) — французский военный лётчик, один из последних ветеранов полка «Нормандия-Неман»[94].
- Шока, Эдмунд Казимир (86) — американский куриальный кардинал, председатель Папской Комиссии по делам государства-града Ватикана (1997—2006), Губернатор Ватикана (2001—2006)[95].

## 19 августа

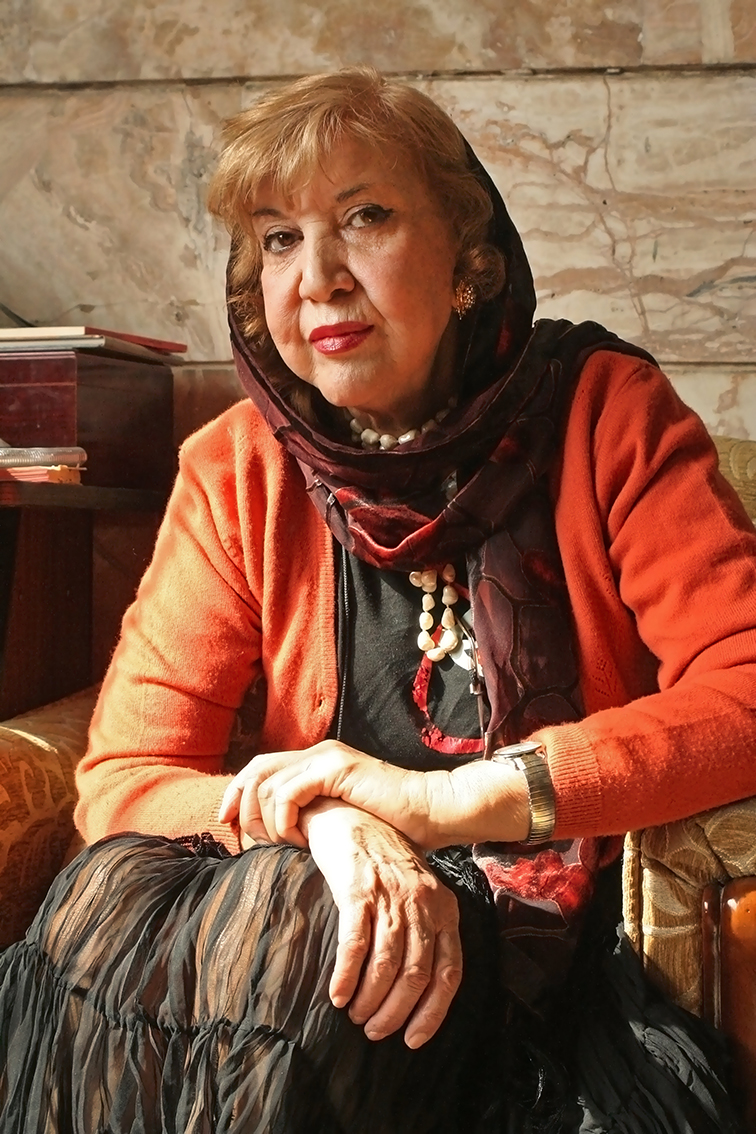
Симин Бехбахани

- Аль-Касим, Самих (75) — палестинский поэт[96].
- Баширов, Раджаб-Дибир Гусейнович (70) — советский партийный и государственный деятель, депутат Верховного Совета СССР 9-го созыва[97].
- Бехбахани, Симин (87) — иранская писательница[98].
- Карапетян, Айк (59) — армянский журналист, главный редактор электронной газеты «Армяне сегодня» (с 2010 года)[99].
- Патричиу, Дину (63) — румынский миллиардер[100].
- Пивснер, Том (87) — немецкий продюсер[101][102].
- Побызаков, Михаил Степанович (96) — участник Великой Отечественной войны, полный кавалер ордена Славы[103].
- Тирринг, Вальтер (87) — австрийский физик-теоретик, автор модели Тирринга, награждённый медалью имени Макса Планка (1977), лауреат Премии Пуанкаре (2000)[104].
- Фоули, Джеймс (40) — американский фотожурналист; убийство[105]
- Хаттон, Брайан (79) — американский кинорежиссёр («Герои Келли», «Зи и компания», «Первый смертный грех»)[106].
- Хоменко, Николай Григорьевич (80) — советский украинский партийный и государственный деятель, секретарь Президиума Верховного Совета и Секретариата Верховного Совета Украинской ССР (1982—1991), Секретарь Администрации Президента Украины (1991—1994)[107].
- Чистовский, Игорь Борисович (73) — советский хоккеист и тренер («Торпедо» Горький), заслуженный тренер России[108].

## 18 августа

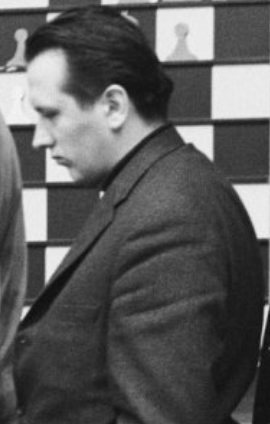
Левенте Лендьел

- Гордон, Джеймс Александр (78) — британский футбольный комментатор[109].
- Джеффордс, Джеймс (80) — американский политик, сенатор США от штата Вермонт (1989—2007)[110].
- Куряпин, Анатолий Иванович (81) — советский и российский физик, лауреат Государственной премии СССР, профессор[111]
- Лендьел, Левенте (81) — венгерский шахматист, гроссмейстер (1964)[112].
- Николе, Жан (76) — бельгийский футболист, Футболист года в Бельгии (1963)[113].
- Пардо, Дон[англ.] (96) — американский радио- и телеведущий NBC (с 1944 года)[114].

## 17 августа

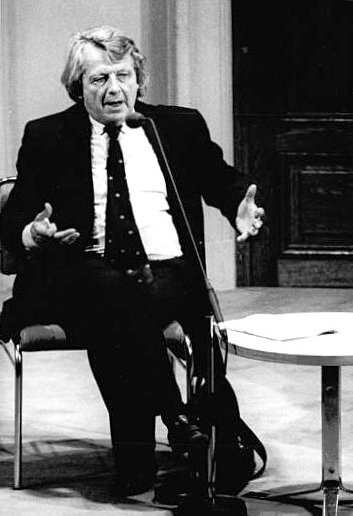
Вольфганг Леонгард

- Бондаренко, Сергей Кириллович (78) — советский спортсмен, советский и российский тренер по спортивной ходьбе, заслуженный тренер СССР[115].
- Брамбат, Пеэтер (59) — эстонский телережиссёр, основатель телестудии AD Oculos Film (1994)[116].
- Леонгард, Вольфганг (93) — немецкий историк, публицист; один из ведущих экспертов по Советскому Союзу[117].
- Маслов, Софи (96) — американский политик, мэр Питтсбурга (1988—1994)[118].
- Матараццо, Майк (48) — американский бодибилдер[119].
- Матвейко, Павел Ефимович (62) — советский и российский бард, композитор, руководитель бардовского ансамбля «Свояси»[120].
- Павлович, Миодраг (85) — югославский и сербский писатель, поэт, эссеист, драматург, академик Сербской академии наук и искусств, член Европейской академии поэзии[121].
- Халлик, Арви (73) — эстонский театральный актёр, лауреат Государственной премии Эстонской ССР (1984)[122].
- Чукарин, Николай Иванович (79) — советский военачальник, заместитель главнокомандующего Войсками ПВО СССР (1988—1995), генерал-полковник в отставке[123].

## 16 августа

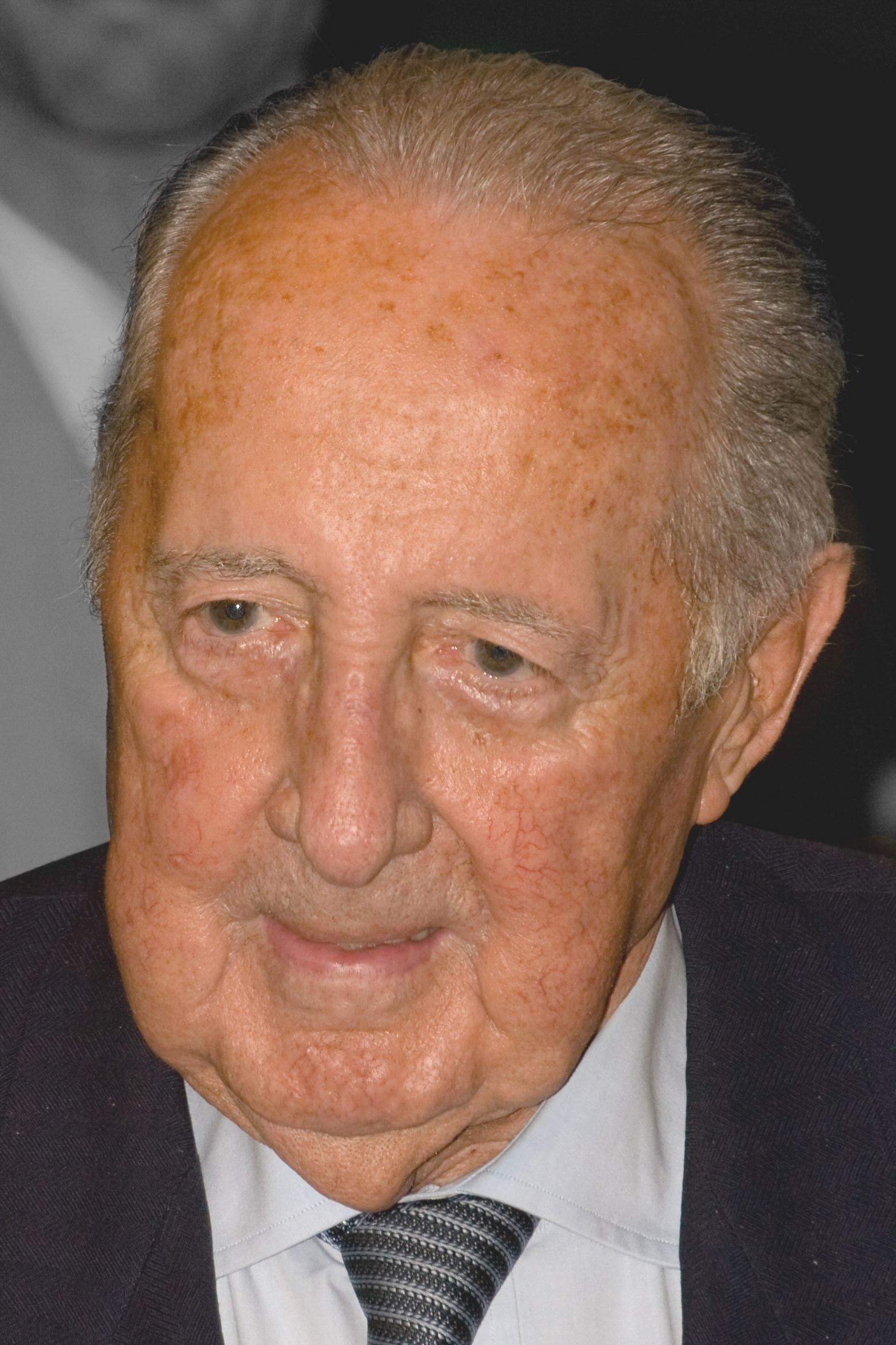
Петер Шолль-Латур

- Азиза, Патрик (66) — нигерийский политик, министр коммуникаций (1989), министр торговли и туризма (1998—1999), первый губернатор штата Кебби (1991—1992)
- Нестайко, Всеволод Зиновьевич (84) — советский и украинский детский писатель[124].
- Ниязбеков, Шакен Онласынович (76) — советский и казахский художник, автор эскиза государственного флага Казахстана[125].
- Усманова, Рауза Фатыховна (90) — советский и российский театральный критик, искусствовед, журналист, заслуженный деятель искусств Российской Федерации и заслуженный работник культуры Республики Татарстан[126].
- Чирич, Драголюб (78) — сербский, ранее югославский журналист, шахматист, гроссмейстер (1965)[127].
- Шолль-Латур, Петер (90) — немецкий журналист и публицист[128].

## 15 августа

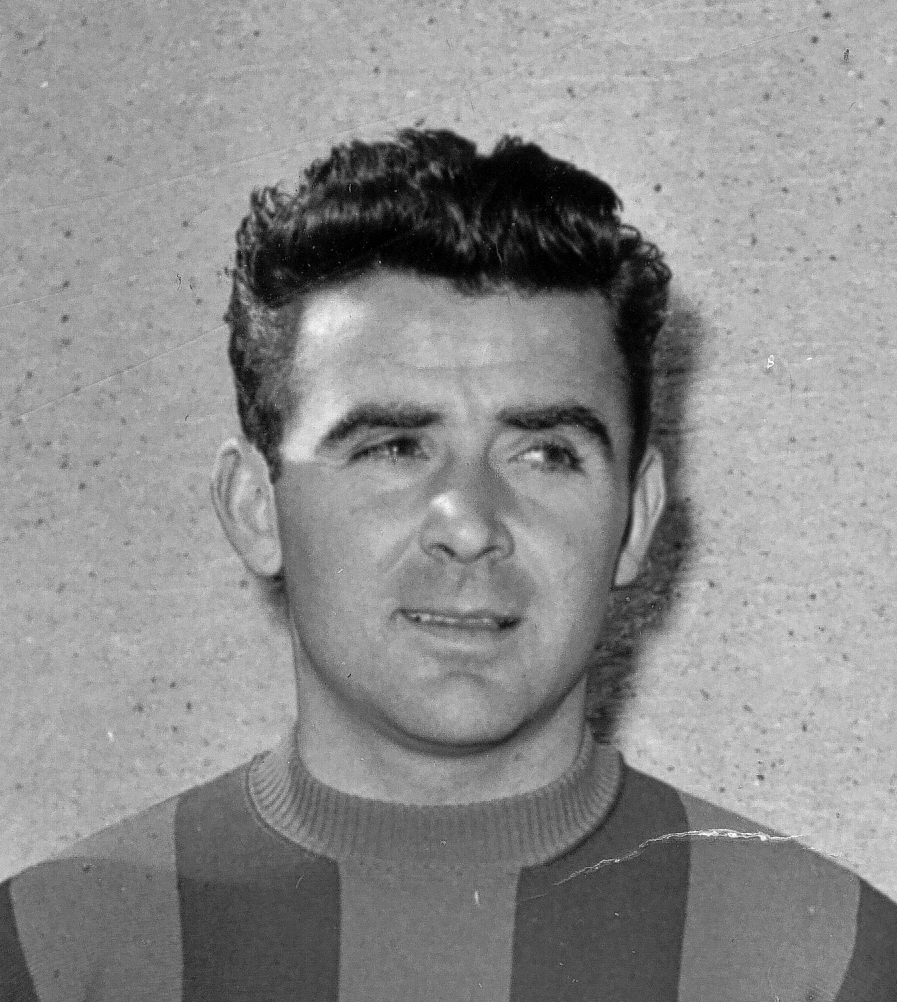
Фердинандо Рива

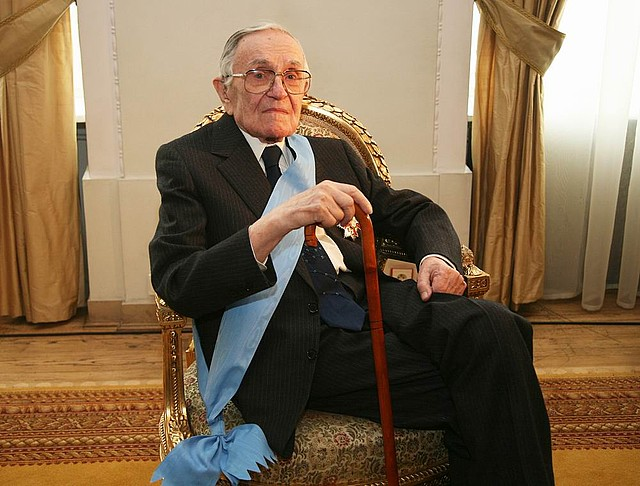
Ян Экер

- Альбанезе, Личия (105) — итальянская и американская оперная певица[129].
- Асылбашев, Мелис Омурбекович (67) — советский и киргизский балетный танцовщик и хореограф, художественный руководитель и главный балетмейстер Национального ансамбля танца «Ак марал» им. Н. Тугелова, народный артист Кыргызской Республики[130] Архивная копия от 19 августа 2014 на Wayback Machine.
- Бочкарёв, Анатолий Антонович (80) — советский и российский композитор и баянист, педагог; лауреат Всемирного фестиваля молодёжи и студентов в Москве (1957), заслуженный работник культуры Российской Федерации (1993)[131].
- Бусленко, Николай Иванович (76) — советский и российский журналист и писатель, профессор Южного федерального университета, заслуженный работник культуры Российской Федерации (2008)[132].
- Демченко, Олег Леонтьевич (61) — российский поэт и переводчик, лауреат IX Московского международного поэтического конкурса «Золотое перо» (2012)[133].
- Лукьянова, Елена Михайловна (91) — советский и украинский учёный в области педиатрии, академик РАМН, НАН и НАМН Украины, директор Института педиатрии, акушерства и гинекологии НАМН Украины (1979—2004), лауреат Государственных премий СССР, УССР и Украины, заслуженный деятель науки и техники Украины[134].
- Рива, Фердинандо (84) — швейцарский футболист, участник чемпионата мира (1954)[135].
- Экер, Ян (100) — польский пианист и композитор[136].

## 14 августа

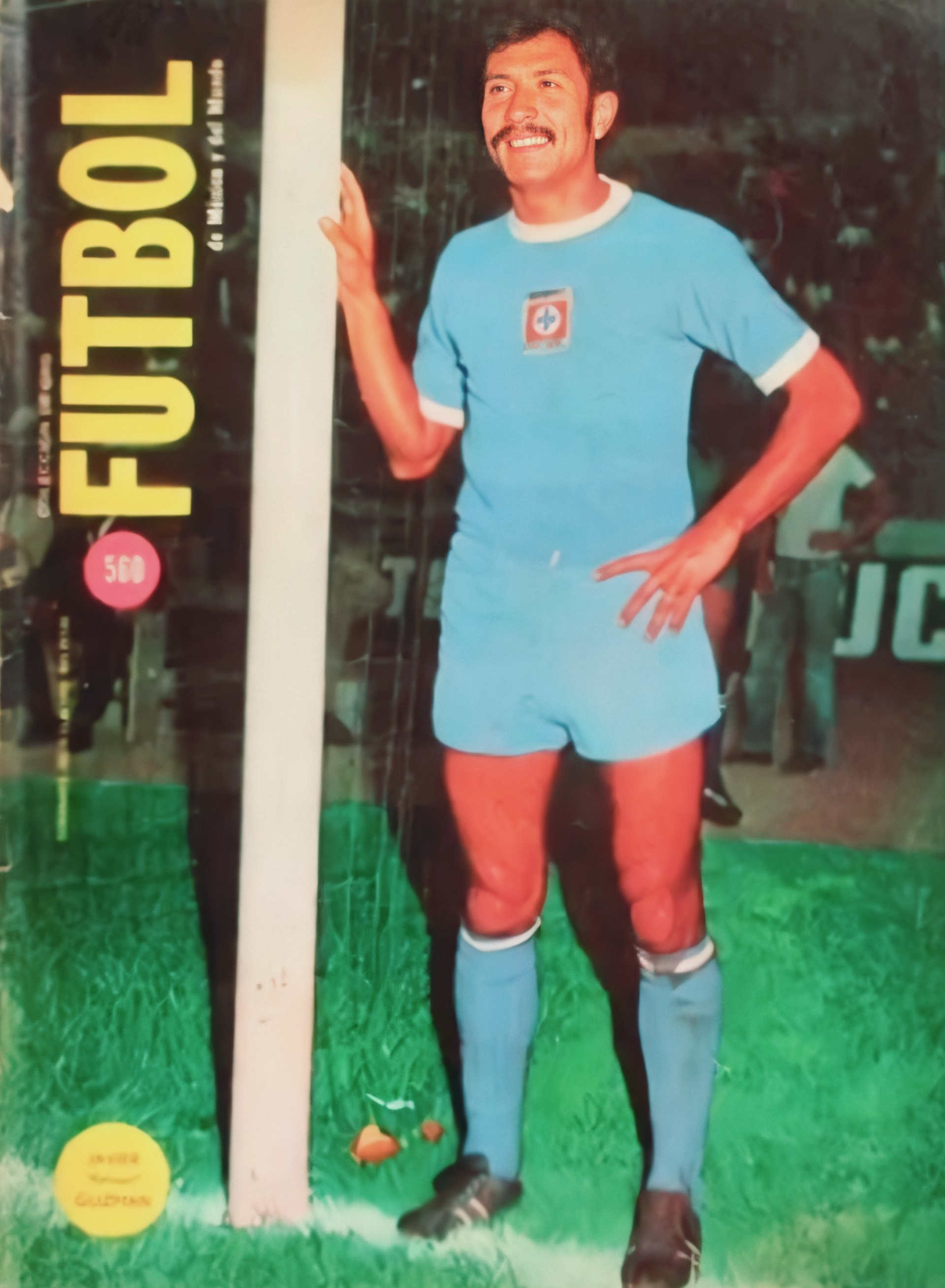
Хавьер Гусман

- Бактыгереев, Темирали (63) — советский и казахстанский композитор[137].
- Бурков, Герман Дмитриевич (85) — советский и российский полярный капитан, учёный, лауреат Государственной премии СССР в области науки и техники (1984)[138].
- Бриски, Мариана (48) — аргентинская актриса («Навеки Джулия»)[139][140].
- Воронцов, Сергей Александрович (57) — российский кинооператор («Глухарь») [kino-teatr.ru/kino/operator/ros/22783/bio].
- Гуйяш, Геза (83) — венгерский футболист, серебряный призёр чемпионата мира (1954)[141].
- Гусман, Хавьер (69) — мексиканский футболист, участник чемпионата мира в Мексике (1970)[142].
- Злобин, Сергей Иванович (54) — советский и российский сотрудник правоохранительных органов, педагог; начальник Пермского института ФСИН России (2002—2014), доктор педагогических наук, профессор, генерал-майор внутренней службы, почётный работник уголовно-исполнительной системы[143].
- Ландсберг, Алан (81) — американский сценарист, режиссёр и продюсер, номинант на Премию «Оскар» за лучший документальный полнометражный фильм (1972)[144].
- Ли, Стивен (58) — американский актёр[145].
- Медынский, Сергей Евгеньевич (92) — советский кинодокументалист-классик, профессор кафедры операторского мастерства ВГИК. Лауреат Ленинской премии (1960)[146].
- Парашар, Рик (50) — американский музыкальный продюсер[147].

## 13 августа

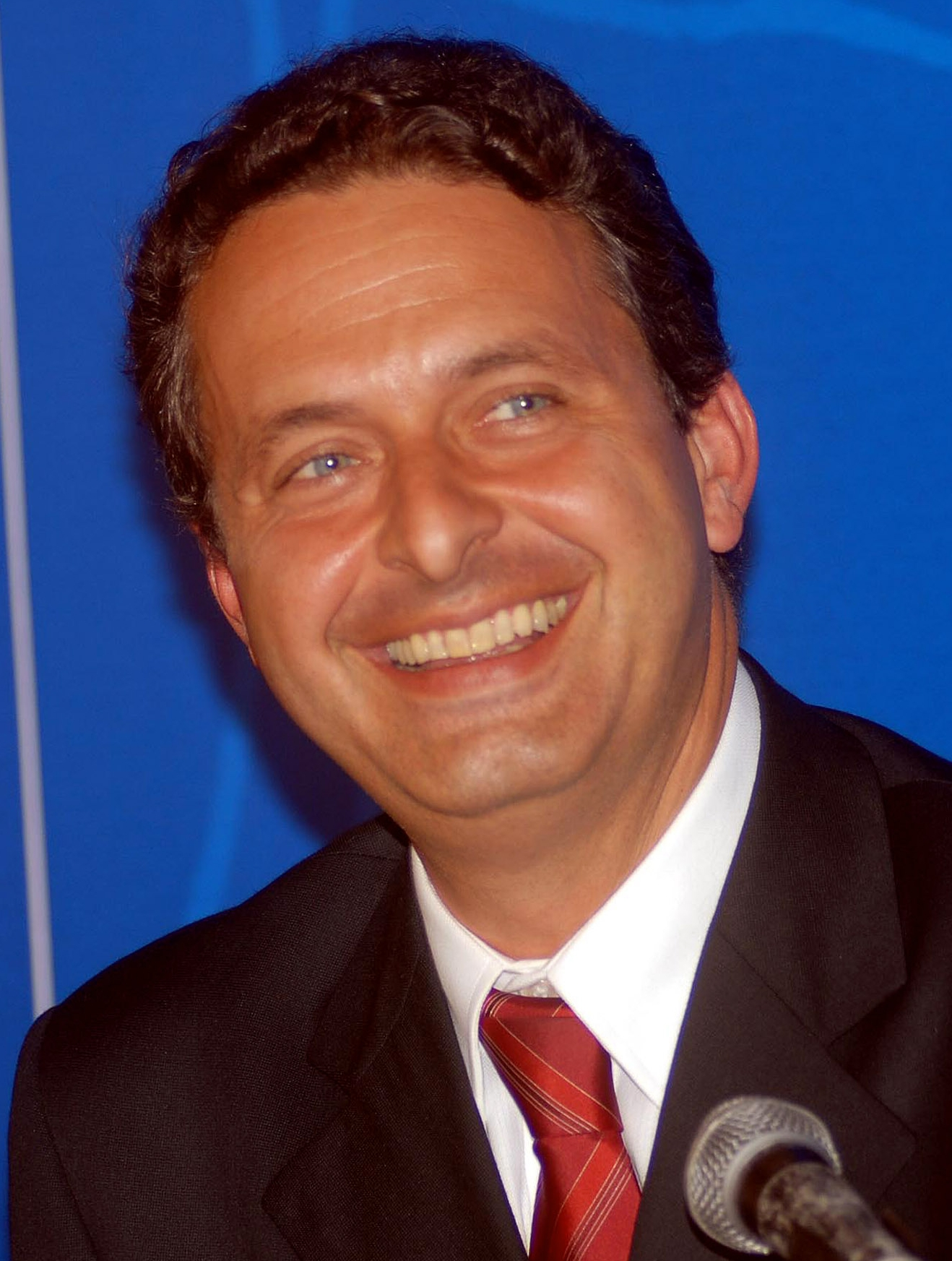
Эдуарду Кампуш

- Амирханова, Минигаян Мусарафовна (85) — советская и российская башкирская театральная актриса, заслуженная артистка Башкирской АССР[148].
- Брюгген, Франс (79) — нидерландский блокфлейтист, дирижёр, музыковед[149].
- Васильев, Пётр Евгеньевич (52) — советский и российский актёр («Гражданин начальник», «Стилет», «Дальнобойщики-2»), лауреат специального приза международного театрального фестиваля «Голоса истории»[150].
- Домингес, Колумба (85) — мексиканская актриса и художница («Богатые тоже плачут»)[151].
- Капгра, Эмиль (88) — президент регионального совета Мартиники (1992—1998)[152].
- Кампуш, Эдуарду (49) — бразильский политик, министр науки и техники (2004—2005), губернатор Пернамбуку (2007—2014), кандидат в президенты Бразилии; авиакатастрофа[153].
- Леонов, Вячеслав Сергеевич (66) — советский и российский актёр, артист Смоленского государственного драматического театра им. А. С. Грибоедова, заслуженный артист Российской Федерации[154].
- Себа, Сулейман (88) — турецкий футболист и футбольный функционер абхазского происхождения, президент футбольного клуба «Бешикташ» (1984—2000)[155].
- Ченшер, Курт (85) — немецкий футбольный судья международной категории[156].

## 12 августа
- Александров, Василий Алексеевич (92) — бригадир совхоза «Новый мир», Герой Социалистического Труда (1973); участник Великой Отечественной войны[157].
- Ванцевичюс, Генрикас (90) — советский литовский актёр, театральный режиссёр, заслуженный деятель искусств Литовской ССР (1959), народный артист СССР (1978)[158].
- Запевалов, Юрий Александрович (77) — русский поэт и писатель, по основной профессии — горный инженер[159].
- Лаудонио, Абель (75) — аргентинский боксёр, бронзовый призёр летних Олимпийских игр в Риме (1960)[160].
- Лорен Бэколл (89) — американская актриса, признанная Американским институтом киноискусства одной из величайших кинозвёзд в истории Голливуда, вдова Хамфри Богарта[161].
- Мартел, Арлин (78) — американская актриса[162].
- Самохин, Илья Владимирович (44) — российский игрок в мини-футбол, вратарь клуба «Дина» и сборной России, чемпион Европы (1999)[163].
- Старкина, София Вячеславовна (48) — советский и российский учёный-литературовед, исследователь творчества Велимира Хлебникова[164].
- Трампиш, Казимеж (85) — польский футболист, нападающий, участник летних Олимпийских игр в Хельсинки (1952)[165].
- Фавье, Жан (82) — французский историк, директор Национального архива Франции (1975—1994), президент Национальной библиотеки Франции (1994—1997), член Академии надписей и изящной словесности[166].
- Хаят, Джавад (89) — иранский учёный азербайджанского происхождения, врач-кардиолог, член Международной Парижской академии хирургов, почётный доктор Бакинского государственного университета; пневмония[167].

## 11 августа

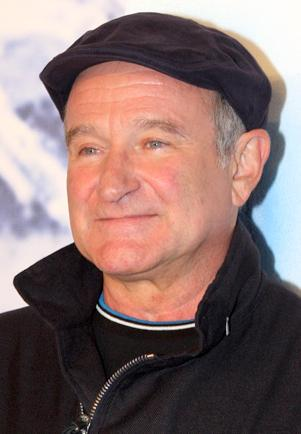
Робин Уильямс

- Беара, Владимир (85) — югославский футболист (вратарь), серебряный призёр Олимпийских игр в Хельсинки (1952)[168].
- Вискосил, Джо (61) — американский художник по спецэффектам, лауреат премии «Оскар» за лучшие визуальные эффекты (1997) («День независимости»)[169].
- Искаков, Калихан (Ыскак, Калихан) (79) — советский и казахский писатель и драматург[170]
- Симон Лейс (78) — бельгийский писатель и учёный-синолог, лауреат Премии Чино дель Дука (2005)[171].
- Скляр, Мойше (94) — американский еврейский поэт и редактор польского происхождения; писал на идише[172][173].
- Столетов, Игорь Александрович (83) — советский и российский архитектор-реставратор, действительный член РААСН, член-корреспондент РАХ[174].
- Туманов, Владимир Владимирович (74) — советский и украинский театральный режиссёр, главный режиссёр Одесского театра юного зрителя им. Н. Островского (1980—1986)[175].
- Уильямс, Робин (63) — американский актёр, стэнд-ап комик, лауреат премии «Оскар» (1998) («Общество мёртвых поэтов», «Миссис Даутфайр», «Умница Уилл Хантинг»); самоубийство[176].
- Холл, Сэмюэл (77) — американский прыгун в воду, серебряный призёр летних Олимпийских игр в Риме (1960)[177].

## 10 августа

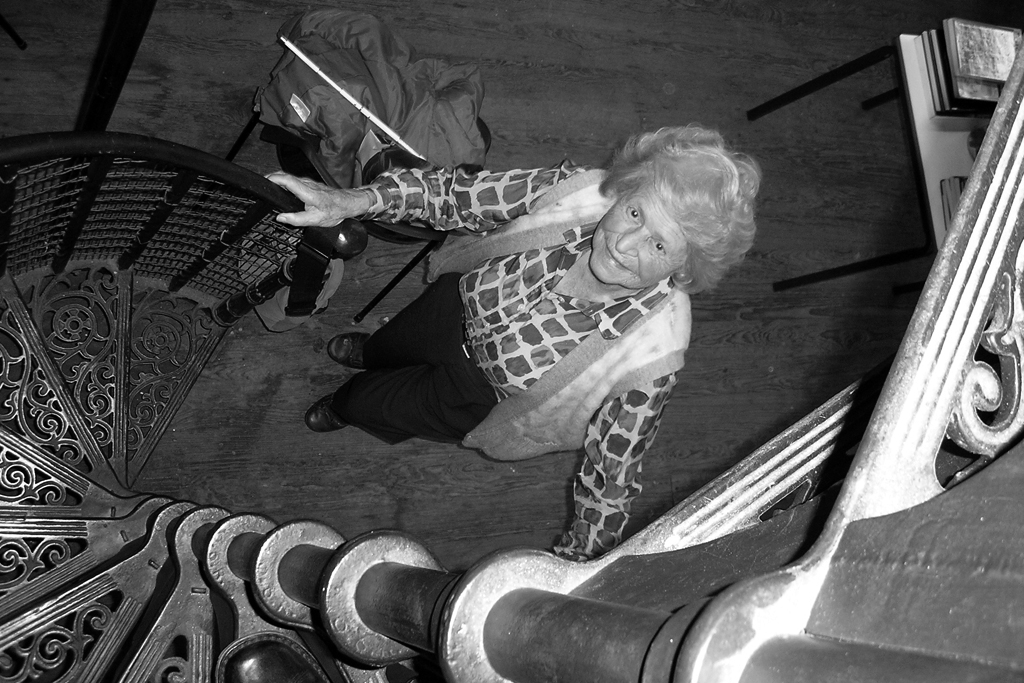
Кэтрин Оллереншоу

- Александру, Константин (60) — румынский борец греко-римского стиля, серебряный призёр летних Олимпийских игр в Москве (1980)[178].
- Андреева, Надежда Николаевна (55) — советская горнолыжница, неоднократная чемпионка СССР, входившая в топ-10 сильнейших слаломисток мира[179].
- Букин, Сергей Николаевич (63) — советский и российский дипломат, Чрезвычайный и Полномочный Посол в Ливии (1996—2000) и в Ливане (2004—2010)[180].
- Вахитов, Гадель Галяутдинович (85) — советский и российский инженер-нефтяник, почётный академик Академии наук Республики Татарстан (1999), лауреат премии Совета Министров СССР (1981)[181].
- Замоткин, Владимир Александрович (75) — советский цирковой артист, мастер спорта СССР по спортивной акробатике[182].
- Колокури, Мария (37) — греческая певица, вокалистка блэк-метал группы Astarte; лейкемия[183].
- Лалла Фатима Зохра (85) — марокканская принцесса и общественный деятель[184].
- Оллереншоу, Кэтрин (101) — британский математик и политик, мэр Манчестера (1975—1976)[185].
- Погосян, Метаксе Серобовна (87) — советская и армянская поэтесса и переводчица[186].
- Стелмакерс, Улдис (55) — советский и латвийский театральный режиссёр и актёр[187].
- Юнгханс, Гюнтер (73) — немецкий актёр[188][189].
- Юрьяне, Инесе (49) — советская и латвийская актриса театра и кино[190].

## 9 августа

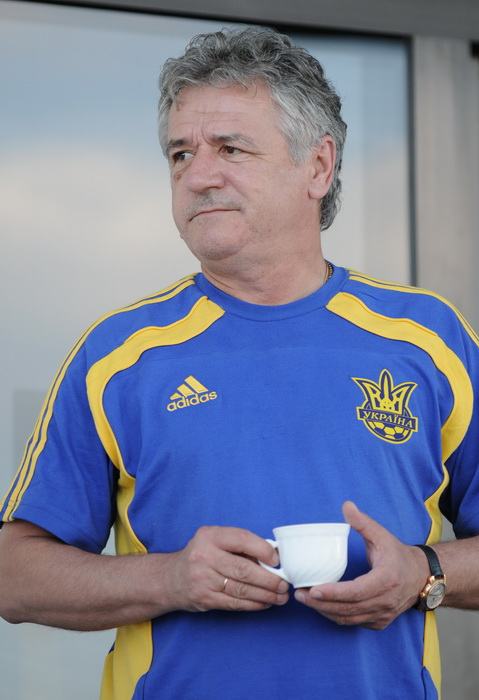
Андрей Баль

- Аджайи, Джейкоб Фестус Аде (85) — нигерийский историк[191].
- Баль, Андрей Михайлович (56) — советский и украинский футболист (защитник и полузащитник) и тренер; игрок сборной СССР (1981—1989), чемпион мира среди юношей (1977), четырёхкратный чемпион СССР в составе «Динамо» Киев; заслуженный мастер спорта СССР (1986)[192].
- Бертийон, Раймон (90) — французский предприниматель, основатель кафе «Berthillon», входящего в мировую десятку лучших кафе-мороженых[193].
- Китинг, Чарльз (72) — британский актёр, лауреат премии «Эмми» (1996)[194].
- Костомаров, Дмитрий Павлович (85) — советский и российский математик, академик РАН, декан факультета вычислительной математики и кибернетики Московского государственного университета им. М. В. Ломоносова (1990—1999)[195].
- Нельсон, Эд (85) — американский актёр[196].
- Сафронов, Андрей Леонидович (38) — российский футболист, защитник клуба «Кристалл» Смоленск (1998—2001, 2003 и 2005—2007)[197].
- Элерс, Джером (55) — австралийский актёр[198][199].

## 8 августа

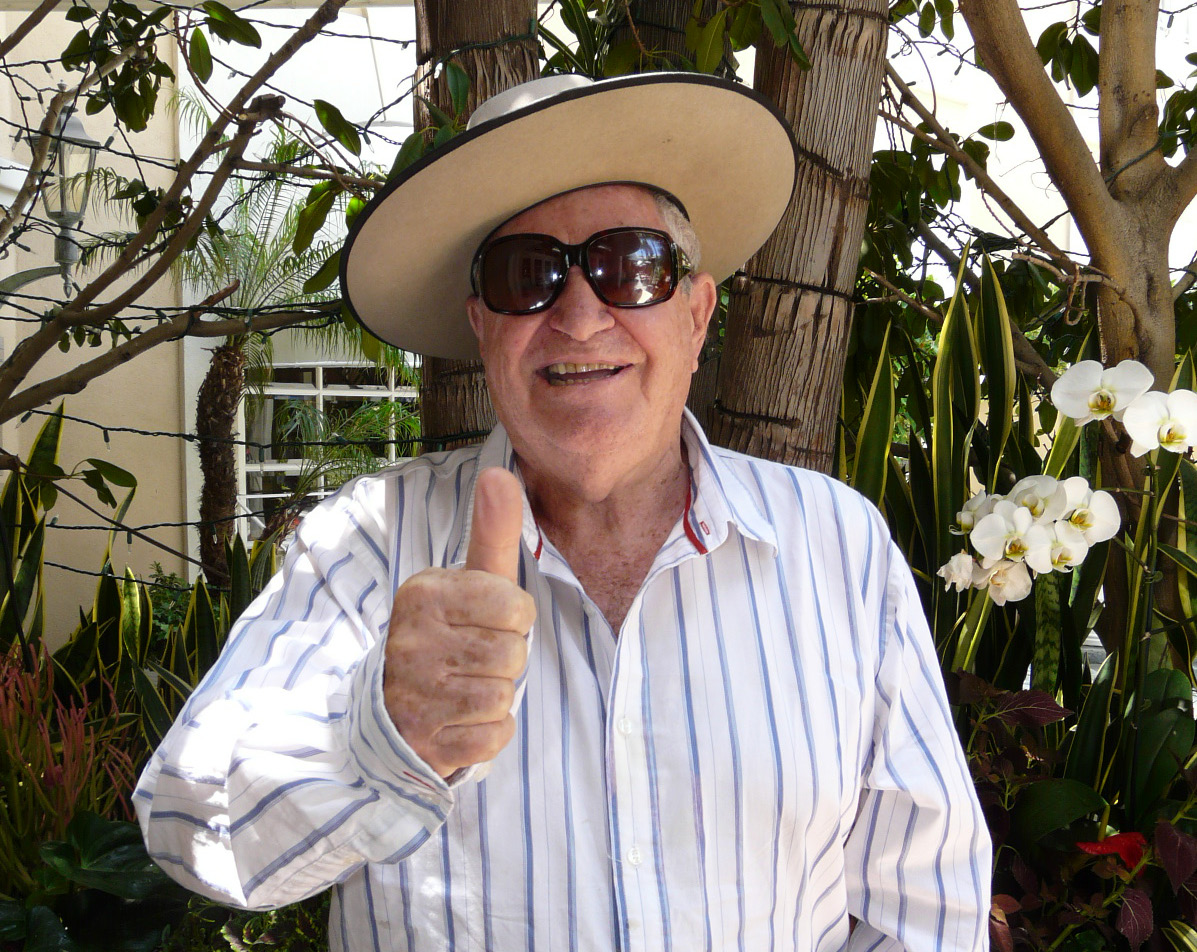
Менахем Голан

- Бастраков, Виктор Васильевич (38) — российский рок-музыкант, гитарист («Пилот»); тромбоэмболия[200].
- Брайанс, Ральф (72) — североирландский мотогонщик, чемпион мира (1965)[201].
- Булат, Нина Ивановна (90) — советская работница, машинист крана доменного цеха Орско-Халиловского металлургического комбината, Герой Социалистического Труда (1960)[202].
- Габидуллин, Зайнулла Гайнуллинович (72) — советский и российский учёный, заведующий кафедрой микробиологии, вирусологии и иммунологии Башкирского государственного медицинского университета, профессор, заслуженный деятель науки Российской Федерации (2007)[203].
- Голан, Менахем (85) — израильский режиссёр и продюсер[204].
- Копыл, Виктор Анатольевич (54) — советский и украинский футболист, защитник («Карпаты» Львов)[205].
- Легаспи, Леонардо (78) — филиппинский религиозный деятель, ректор университета Санто-Томас (1971—1977)[206].
- Мёрфи, Джей Джей (86) — североирландский актёр театра, кино и телевидения[207].
- Мёрфи, Дэнни[англ.] (58) — американский актёр; рак[208].
- Скалторп, Питер (85) — австралийский композитор[209].
- Усова, Антонина Васильевна (93) — советский и российский учёный-физик, член-корреспондент АПН СССР (1978) и действительный член РАО (1995), заслуженный деятель науки Российской Федерации (1997)[210].
- Янчат, Василий Оюнович (82) — заведующий овцеводческим комплексом совхоза «Победа» Кызылского района Тувинской АССР, Герой Социалистического Труда (1972)[211].

## 7 августа

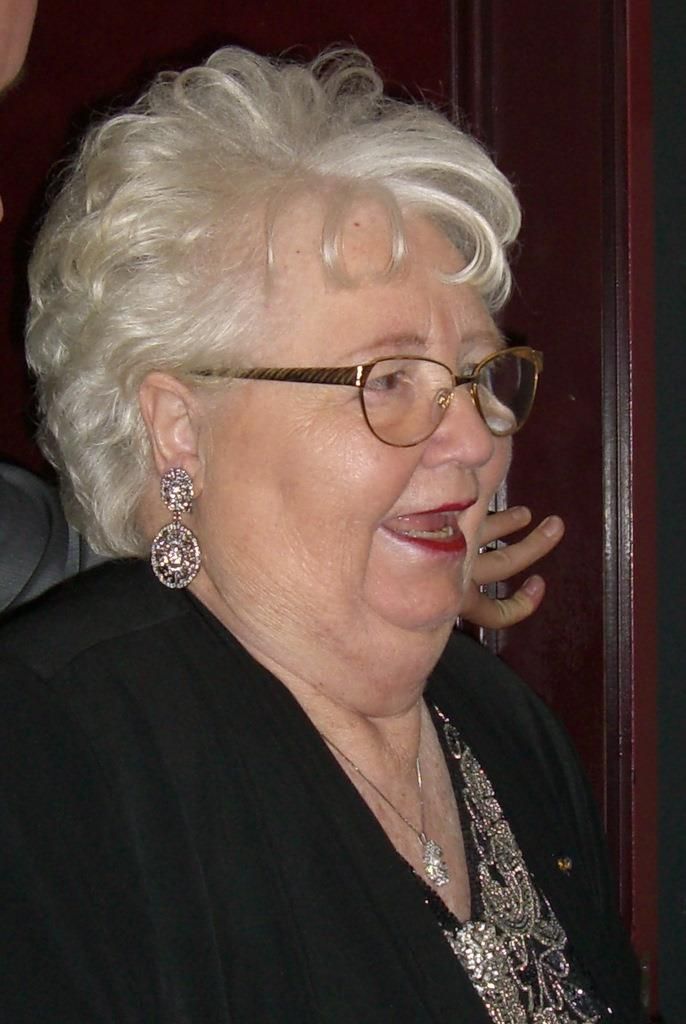
Кристина Дойтеком

- Арар, Яков (76) — греческий религиозный деятель, главный раввин города Афины (Греция)[212].
- Выхованюк, Иван Васильевич (64) — советский и украинский кардиолог, доктор медицинских наук, профессор[213].
- Дойтеком, Кристина (82) — нидерландская оперная певица (колоратурное сопрано)[214].
- Курашинов, Аскарбий Хусейнович (75) — советский и российский режиссёр, актёр, педагог, заслуженный деятель искусств РФ, народный артист Республики Адыгеи[215].
- Ларреа, Гильермо (?) — мексиканский актёр кино, театра и телевидения; инфаркт миокарда[216][217].
- Присяжнюк, Игорь Васильевич (37) — украинский гребец-каноист, неоднократный чемпион Украины; погиб в зоне вооружённого конфликта[218].
- Станкевич, Юрка (86) — белорусский общественно-политический деятель, деятель белорусской диаспоры, член Рады БНР[219].
- Уильямс, Денис (84) — британский юрист и политик, и. о. генерал-губернатора Барбадоса (1995—1996)[220].
- Уфимкин, Анатолий Яковлевич (63) — советский и российский инженер, генеральный директор ОАО «Уралсвязьинформ» (2005—2010); заслуженный работник связи Российской Федерации (1997)[221].
- Файад, Виктор (59) — аргентинский политик, мэр Мендосы (с 2007 года)[222].
- Чорану, Аурел[рум.] (84) — румынский актёр театра и кино[223].

## 6 августа

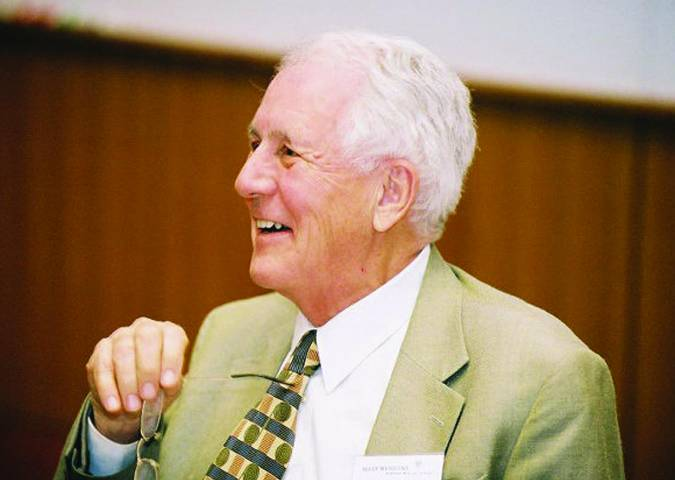
Джон Вудланд Гастингс

- Баракат, Галеб (86) — иорданский политик, министр туризма (1967—1972)[224].
- Гастингс, Джон Вудланд[англ.] (87) — американский учёный-биолог, профессор Гарвардского университета, один из основателей циркадной биологии[225].
- Дудаев, Муса Абдиевич (76) — советский и российский актёр театра и кино, народный артист РСФСР (1991)[226].
- Лейн, Норман (94) — канадский гребец-каноист, спринтер, бронзовый призёр летних Олимпийских игр в Лондоне (1948)[227].
- Панченко, Кирилл Маратович (54) — советский и российский театральный режиссёр, один из создателей Московского драматического Театра на Перовской, заслуженный артист Российской Федерации, заслуженный артист Украины[228].
- Стенин, Андрей Алексеевич (33) — российский журналист, фотокорреспондент МИА «Россия сегодня»; убит[229].
- Талвалкар, Смита (59) — индийская актриса и продюсер; рак яичников[230].
- Хмырова, Мария Петровна (91) — участница восстановления Сталинграда, последняя из членов сталинградской женской бригады Александры Черкасовой[231].
- Чеповецкий, Ефим Петрович (94) — советский и украинский детский писатель, драматург[232].
- Шипвэй, Фрэнк (79) — британский дирижёр; травмы после автокатастрофы[233].

## 5 августа

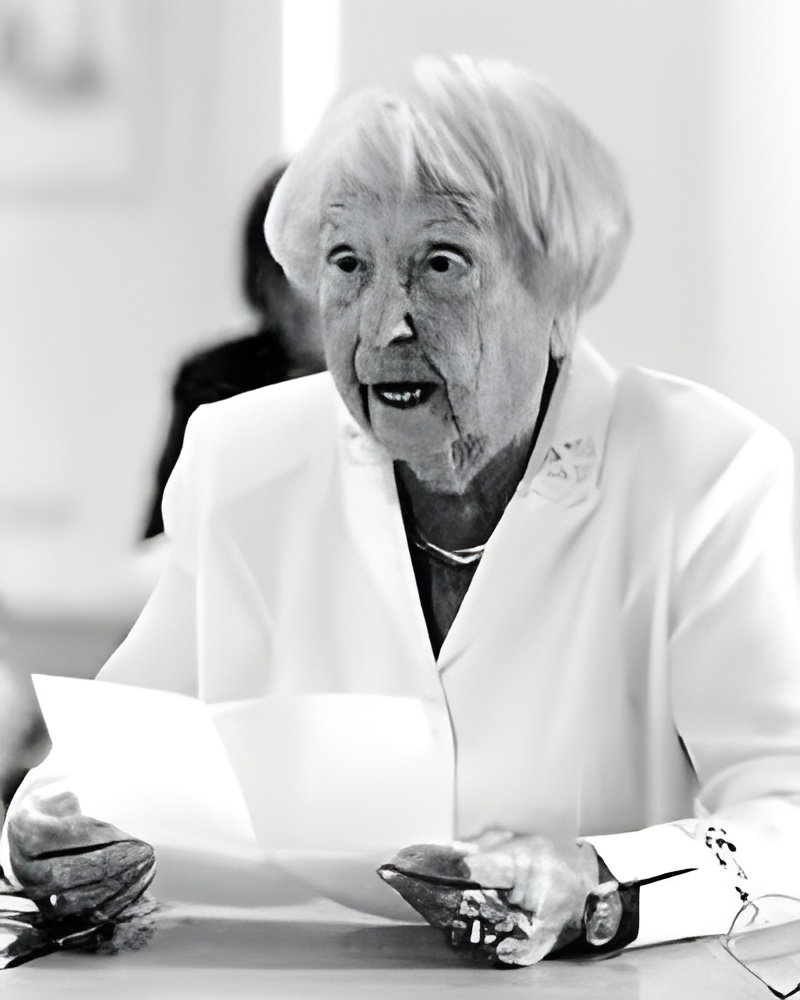
Эльфриде Брюнинг

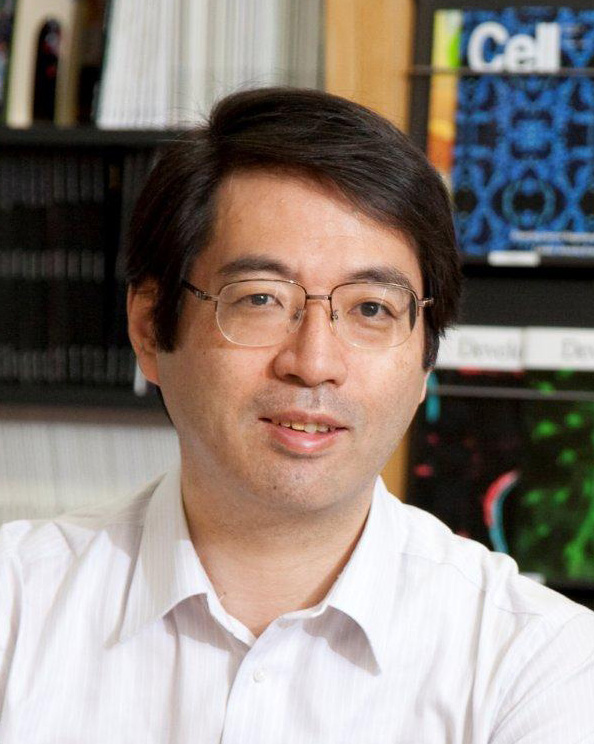
Ёсики Сасаи

- Абгарян, Сепух (?) — армянский композитор, дирижёр, руководитель оркестра «Гоар»[234].
- Аксёнов, Евгений Николаевич (89—90) — японский врач, старейший член русской общины в Японии, один из организаторов и руководителей Координационного совета соотечественников в Японии[235].
- Аносов, Дмитрий Викторович (77) — советский и российский математик, действительный член Российской академии наук (1992)[236].
- Бёрнс, Мэрилин (64) — американская актриса[237].
- Брюнинг, Эльфриде (103) — немецкая писательница (ГДР)[238].
- Грин, Гарольд (55) — американский генерал, убит в Афганистане[239]
- Киселёв, Леонид Георгиевич (67) — тренер хоккейного клуба «Авангард» (Омск) (1987—1998), заслуженный тренер России[240].
- Ктитарев, Николай Михайлович (90) — советский государственный деятель, председатель Днепродзержинского горисполкома (1963—1981)[241].
- Марденов, Марат Пазылович (74) — советский и казахстанский физик, ректор Экибастузского инженерно-технического института имени академика К. И. Сатпаева (с 1992 года)[242].
- Немет, Ангела (68) — венгерская легкоатлетка, чемпионка Олимпийских игр в Мехико (1968) и Европы в метании копья[243].
- Олсон, Ричард (85) — американский политик, мэр Де-Мойна (1972—1979)[244].
- Орлов, Владимир Викторович (77) — советский и российский писатель, сценарист[245].
- Сасаи, Ёсики (52) — японский биолог, развивший новые методы выращивания стволовых клеток; самоубийство[246].
- Чинчин, Скотт (51) — американский писатель, режиссёр и сценарист[247].
- Этингер, Яков Яковлевич (84) — российский историк-африканист, политолог, публицист, общественный деятель[248] Архивная копия от 8 августа 2014 на Wayback Machine.

## 4 августа

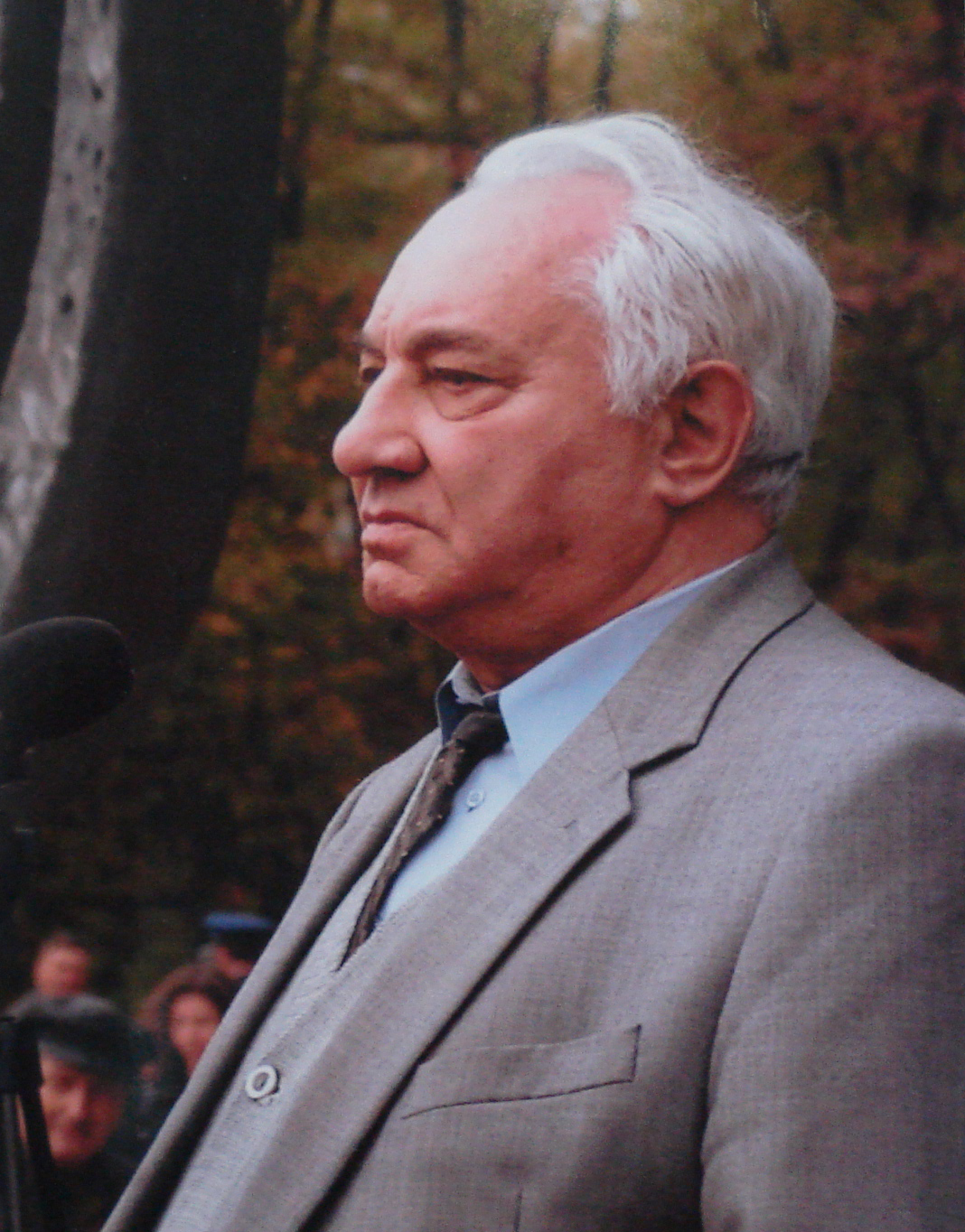
Илья Левитас

- Алексеенко, Александр Дмитриевич (81) — заслуженный тренер СССР по тяжёлой атлетике[249].
- Брейди, Джеймс (73) — американский государственный и общественный деятель, пресс-секретарь Белого дома (1981—1989)[250].
- Вышкварцев, Дмитрий Иванович (75) — советский и российский эколог, автор и соавтор более 130 научных публикаций, заслуженный эколог Российской Федерации[251].
- Де Лирио, Кармен (90) — испанская певица и киноактриса[252].
- Кунхарт, Эрик[англ.] (65) — американский учёный-физик доминиканского происхождения[253].
- Ктитарев, Николай Михайлович (89) — советский государственный деятель, председатель исполнительного комитета Днепродзержинского городского совета (1963—1981), почётный гражданина города[254].
- Левитас, Илья Михайлович (82) — советский и украинский педагог и общественный деятель, президент Еврейского совета Украины; заслуженный работник культуры Украины[255].
- Мифтахов, Ринат Низамович (77) — советский и российский актёр, народный артист Татарской АССР (1988)[256].
- Мэсси, Уолтер (85) — канадский актёр[257][258].
- Скоропадская, Елена Павловна (95) — американский публицист украинского происхождения, дочь гетмана Павла Скоропадского[259].
- Хукер, Джейк (61) — американский музыкант и автор песен (I Love Rock ’n’ Roll)[260].

## 3 августа

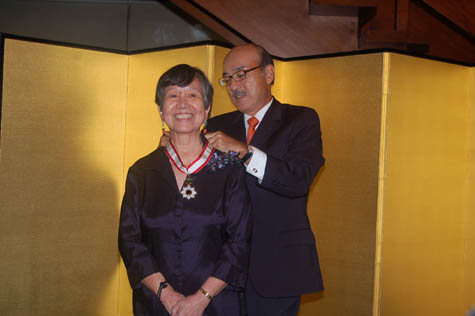
Лидия Ю-Хосе

- Аурангзеб, Миангул (86) — пакистанский политик, губернатор Белуджистана (1977—1979), последний представитель княжеской династии Сват (Пакистан)[261].
- Бубнов, Игорь Дмитриевич (82) — советский и российский дипломат, Чрезвычайный и полномочный посол СССР и России в Суринаме (1982—1989) и Колумбии (1989—1992)[262].
- Дэвис, Дороти (98) — американская писательница[263].
- Каллиник (Александридис) (88) — епископ Константинопольской православной церкви, митрополит Листрийский (с 1985 года)[264].
- Кланн, Тони (68) — британский археолог-любитель, обнаруживший место битвы в Тевтобургском Лесу[265].
- Клэнси, Эдуард Бид (90) — австралийский кардинал, архиепископ Сиднея (1983—2001)[266].
- Лакатош, Владимир Павлович (90) — ветеран Великой Отечественной войны, Герой Советского Союза (1945)[267].
- Поважный, Станислав Фёдорович (76) — советский и украинский партийный деятель, деятель образования, основатель и первый ректор Донецкого государственного университета управления (1992—2007), Герой Украины (2013)[268].
- Савельев, Валерий Алексеевич (71)[значимость?] — советский и российский краевед, драматург и публицист, директор музеев ОТЗ и завода «Авангард» (г. Петрозаводск)[источник не указан 4014 дней].
- Свиридов, Георгий Иванович (87) — советский и российский писатель, боксёр; заслуженный работник культуры РСФСР[269].
- Фремон, Кристиан (72) — французский политик, представитель французского сo-принца Андорры (2008—2012)[270].
- Ю-Хосе, Лидия (70) — филиппинский учёный-политолог и японовед, профессор Университета Атенео-де-Манила, дама Ордена Восходящего солнца; лимфома Ходжкина[271].
- Ярчик, Ян[нем.] (66) — польский джазовый пианист и композитор, проживал в Канаде[272].

## 2 августа

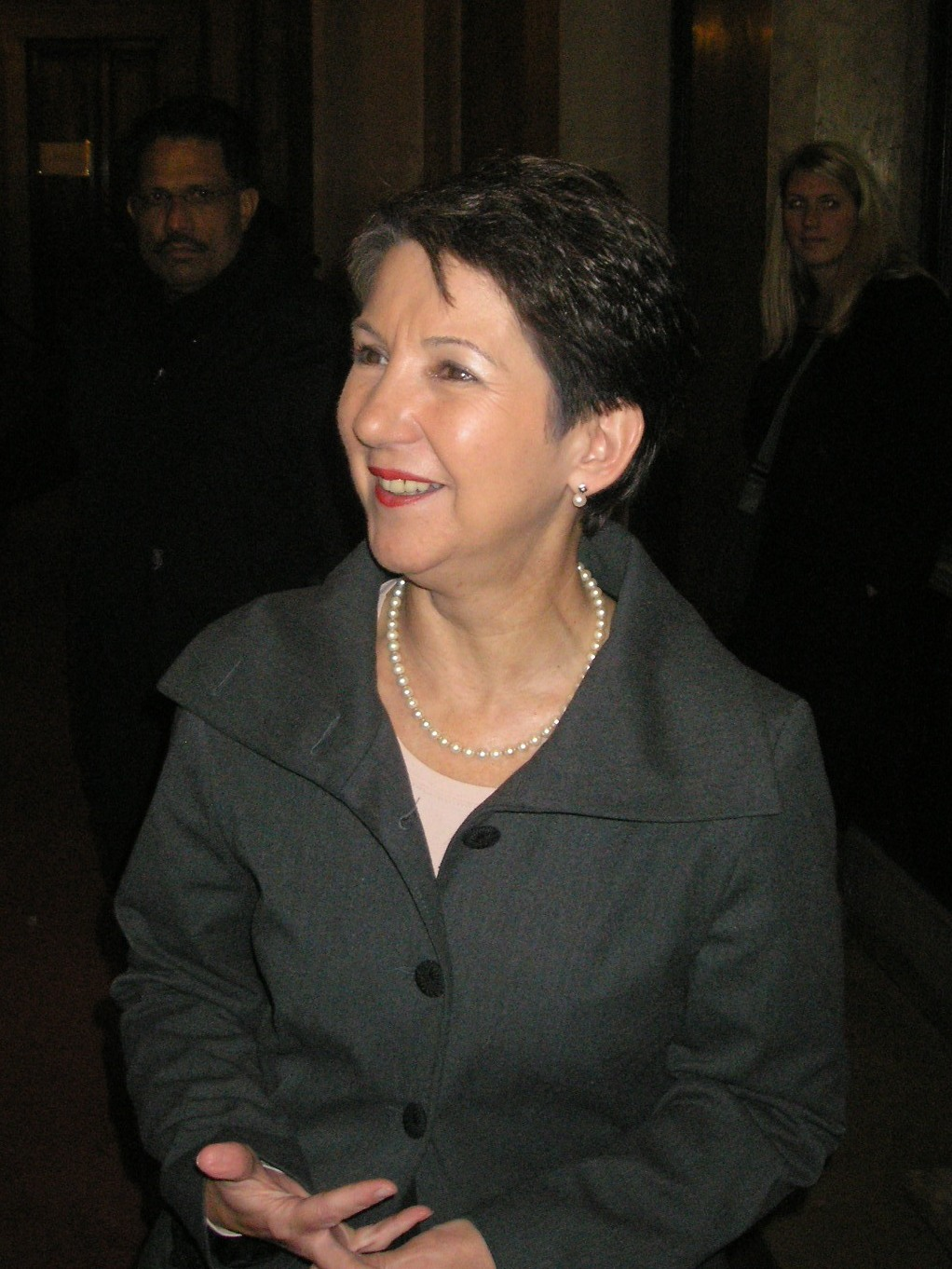
Барбара Праммер

- Барсегян, Ованнес Хачатурович (94) — советский и армянский филолог и арменовед, заслуженный деятель науки Республики Армения[273].
- Боргоньони, Лучано (62) — итальянский велогонщик, чемпион мира в командной гонке преследования (1971)[274].
- Врдеванян, Гарегин Левонович (52) — советский, армянский и белорусский экономист, заместитель директора по научной работе Института экономики Национальной академии наук Беларуси[275] Архивная копия от 8 августа 2014 на Wayback Machine.
- Воронец, Ольга Борисовна (88) — советская и российская певица в жанре народной и эстрадной музыки, народная артистка РСФСР (1978)[276];
- Праммер, Барбара (60) — австрийский государственный деятель, председатель Национального совета Австрии (с 2006 года)[277].
- Самарин, Игорь Валерьевич (57) — советский и российский шахматист, мастер спорта СССР, гроссмейстер ИКЧФ, бронзовый призёр 16-го чемпионата Мира по заочной игре в шахматы (2004). Судья республиканской категории, педагог, президент Федерации шахмат Брянской области[278].
- Храмцов, Фёдор Степанович (72) — советский спортсмен, чемпион СССР (1969), заслуженный тренер РСФСР по греко-римской борьбе (1991), мастер спорта международного класса[279].
- Эшпаев, Токон (64) — советский и киргизский баянист, солист-вокалист Ошской областной филармонии, народный артист Кыргызстана[280].

## 1 августа

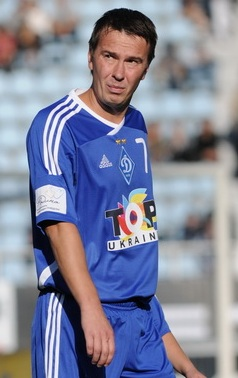
Валентин Белькевич

- Аргун, Илларион Шамахович (?) — председатель Национального банка Республики Абхазия (с 2005 года); ДТП[281].
- Белькевич, Валентин Николаевич (41) — белорусский и украинский футболист, тренер; отрыв тромба[282].
- Горобец, Иван Иванович (74) — советский и украинский режиссёр, актёр[283].
- Джонс, Майкл (35) — австралийский певец и автор песен (American Idol).
- Куашев, Тимур Хамбиевич (26) — российский журналист и правозащитник; убит[284].
- Кулаков, Владимир Фёдорович (65) — советский и российский государственный и военный деятель, член Совета Федерации (с 2000 года), генерал-полковник в отставке; несчастный случай[285].
- Лейкволль, Ян Руар[норв.] (40) — норвежский писатель, лауреат премии «За литературу на новонорвежском» (2010)[286].
- Салех, Саид (76) — египетский актёр[287].
- Чех, Сабо (71) — румынский актёр и каскадёр[288].